# Eucoptocnemis cyclopea
Eucoptocnemis cyclopea är en fjärilsart som beskrevs av Köhler 1979. Eucoptocnemis cyclopea ingår i släktet Eucoptocnemis och familjen nattflyn. Inga underarter finns listade i Catalogue of Life.